# الدوري الأمريكي لكرة السلة للمحترفين 1952–53
الدوري الأمريكي لكرة السلة للمحترفين 1952–53 (بالإنجليزية: 1952–53 NBA season)‏ هو موسم من الرابطة الوطنية لكرة السلة. أقيم خلال الفترة 31 أكتوبر 1952 وحتى 10 أبريل 1953، وأشرف على تنظيمه الرابطة الوطنية لكرة السلة، وفاز فيه لوس أنجلوس ليكرز.